# Ranzevelle
Ranzevelle är en kommun i departementet Haute-Saône i regionen Bourgogne-Franche-Comté i östra Frankrike. Kommunen ligger i kantonen Jussey som tillhör arrondissementet Vesoul. År 2022 hade Ranzevelle 16 invånare.

## Befolkningsutveckling
Antalet invånare i kommunen Ranzevelle
| Referens: INSEE |